# 아키모토 미치타카
아키모토 미치타카(일본어: 秋本 倫孝, 1982년 9월 24일 ~ )는 일본의 전 축구 선수이다.

## 구단 경력
과거 방포레 고후, 교토 상가 FC, 카탈레 도야마에서 활동하였다.